# Acherkogel
De Acherkogel is een 3008 meter hoge berg in de Stubaier Alpen in de Oostenrijkse deelstaat Tirol. Het is de meest noordelijke bergtop in Tirol met een hoogte boven de 3000 meter.
Aan de voet van de berg liggen de plaats Oetz, als een van de eerste dorpen van het Ötztal, en het meer Piburger See. De bergtop is reeds zichtbaar vanuit het Inndal.
Vanuit Oetz loopt een gondelbaan naar Hochoetz (2020 meter), van waaruit via de Neue Bielefelder Hütte de top van de Acherkogel beklommen kan worden. Voor de beklimming van de top moet een hoogteverschil van 950 meter overwonnen worden. De tocht duurt circa drie en een half uur. Beklimming is vrij moeilijk, alhoewel de verweerde markeringen en een gebrek aan klimsporen de ervaren alpinisten weinig problemen zullen opleveren. Als men de meest gebruikelijke weg volgt, is op het laatste stuk door de steile noordflank van de berg licht klimgereedschap in de tweede moeilijkheidsgraad benodigd.